# Опера на Сидни
Съвременната сграда на Операта на Сидни е открита на 20 октомври 1973 г. Тя е сред емблематичните сгради в града.
Нейният автор архитектът Йорн Утсон е удостоен с най-престижната награда за архитектура в света „Прицкер“. През юни 2007 г. сградата е включена в списъка на световното наследство на ЮНЕСКО, наред със забележителности като Египетските пирамиди и комплекса Тадж Махал в Индия.
Операта в Сидни е сред най-модерните сгради в света. Утсон посвещава 9 години от живота си на операта. Строежът на зданието започва през март 1959 г. 7 години по-късно датчанинът се оттегля шумно, след като няколко подкрепяни от правителството архитекти решават да променят проектирания интериор, за да спестят пари. Още 7 години след това операта се довършва. Сметката е 52 млн. долара – сума, която надхвърля 14 пъти планирания бюджет. След завършването на операта през 1973 г. Йорн Утсон така и не отива в Сидни, за да види своето произведение на архитектурното изкуство.
Все пак през 21 век са приложени и някои от идеите му за вътрешния дизайн. Бетонните покриви, напомнящи огромни, издути от вятъра корабни платна, са проектирани от финландския архитект Ове Аруп. Операта е тържествено открита от кралица Елизабет II с тържествена реч, фойерверки и звученето на 9-ата симфония на Бетовен. През март 2006 г. британската кралица отново е в Сидни, за да открие новото крило на операта, построено така, че да пропуска светлина в комплекса и да открива изглед към пристанището.
Операта има около 1000 помещения, които включват 2 големи зали за оперни спектакли и концерти, 5 театрални, 5 репетиционни зали, 4 ресторанта, 6 бара и безброй магазинчета за сувенири. В операта се представят театрални, балетни, оперни и други музикални продукции.
Тя е седалище на Операта на Австралия, на Театъра на Сидни и на Симфоничния оркестър на Сидни. През 2007 г. е включена в списъка на световното културно и природно наследство на ЮНЕСКО.
Операта в Сидни е най-емблематичната забележителност в цяла Австралия.